# Adenophora gmelinii
Adenophora gmelinii är en klockväxtart som först beskrevs av Johann Friedrich Theodor Biehler, och fick sitt nu gällande namn av Fisch.. Adenophora gmelinii ingår i släktet kragklockor, och familjen klockväxter.

## Underarter
Arten delas in i följande underarter:
- A. g. gmelinii
- A. g. hailinensis
- A. g. nystroemii